# フィーリックストウ
フィーリックストウ（英: Felixstowe [ˈfiːlɪkstoʊ] FEE-lik-stoh）はイギリスのサフォーク州にある海辺の町であり、フェリクストーとも記述する。2011年の国勢調査では、人口2万3689人。同名のフェリクストー港（英: Port of Felixstowe）は、英国最大のコンテナ港である。

## 歴史
フィーリックストウのもとの集落はパブと教会を中心と発展しノルマン人のイングランド征服のずっと以前から存在した。古来、その名前はブリタンニアやアングロ・サクソン人、ノルマン人から中世の防衛を語るとき「ウォルトン」であった。たとえば『ドゥームズデイ・ブック』の記載はウォルトンだけでフィーリックストウには触れていない。その当時、崖の上に数軒ほどの家が散らばるのみだった。ウォルトンはオーウェル川畔の集落として、近代の人口は907人（1844年）、それよりも小さなフィーリックストウ教区は502人止まりである。ローマ人が3世紀に置いたウォルトン城の存在が示すとおり集落としてフィーリックストウより優勢で、13世紀に境界が周辺に広がると、ウォルトンはフィーリックストウの地区と認識され、地名もそう呼ばれるようになる。
コルナイス半島先端に位置するフィーリックストウは、古代のコルナイス百（英: en:Colneis Hundred）のひとつ。
1919年8月11日、フィーリックストウ・フューリー号（英: en:Felixtowe Fury）はケープタウン（南アフリカ）まで8,000 mi (13,000 km)の飛行に備えてテスト飛行の離陸直後、沖合500 yd (460 m)の海面にすべるように墜落し無線手のマクラウド中尉は死亡、乗客6人を救助し残骸は岸に曳航された。
20世紀へと移る頃から観光客が増えはじめると1905年に桟橋を建設、その一部分は現在もアミューズメント施設として使われている。ビクトリア朝後期（1880年頃以降）にフィーリックストウ駅と桟橋（前述）の開設、ドイツ皇帝一家の訪問をチャンスにして、人気のリゾート地として1930年代後半まで栄える。
フィーリックストウは両世界大戦で重要な役割を果たし、まずイギリス海軍航空隊とRAF水上飛行機基地が置かれ、第二次大戦時は「HMSビーハイブ基地」と改称して沿岸軍備にあたるMTB、MGB、MLの要衝であり、ドイツ軍のEボートと沿岸護送船団に備えた初の攻撃作戦は、この基地からハウズ中尉、ディケンズ、ヒッチェンス、トレローニー率いる小艦隊が出撃している。またハーウィッチ港の対水対空防衛の本部として、イギリス空軍第26海兵隊（空海救助）が駐屯。1944年のノルマンディー作戦の初日と2日目、イギリス軍とアメリカ軍の上陸用舟艇「フォースL」はドック近くの埠頭に接岸、戦闘員や戦車、軍用車両を積み込んだ。1945年、ドイツ海軍司令官は占領地オランダからEボートで前述のドックに着くとイギリス海軍に投降、船舶と海図を引き渡した。
フィーリックストウ都心部の南西部はほぼ軍用施設で占められていた。ドックからランドガードポイントを経てマナーロードにかけ、イギリス三軍の名残を示すランドガード要塞、銃座や掩蔽壕（トーチカ）の遺構が今も残る。
戦間期、水上飛行機の基地にイギリス陸軍実験施設があり水上飛行機と飛行艇の試験を行った。建物も埠頭もMTB基地に移管、戦後は放出してコンテナ港に使途を変更。
ランドガード要塞はイングリッシュ・ヘリテッジが管理し一般人の見学を受け入れる。管理運営はランドガード要塞トラストが受託。

### 博物館
フィーリックストウの物語を伝える博物館。参考図書室があり歴史的地図や写真のアーカイブを収蔵、展示室14室にローマ時代の発掘資料のほか、マーテロー塔、2つの世界大戦から21世紀にわたる軍と一般市民の歴史を伝える。管理者はフィーリックストウ歴史博物館協会で、所在地はランドガード半島にある古い潜水艦機雷施設の建物。

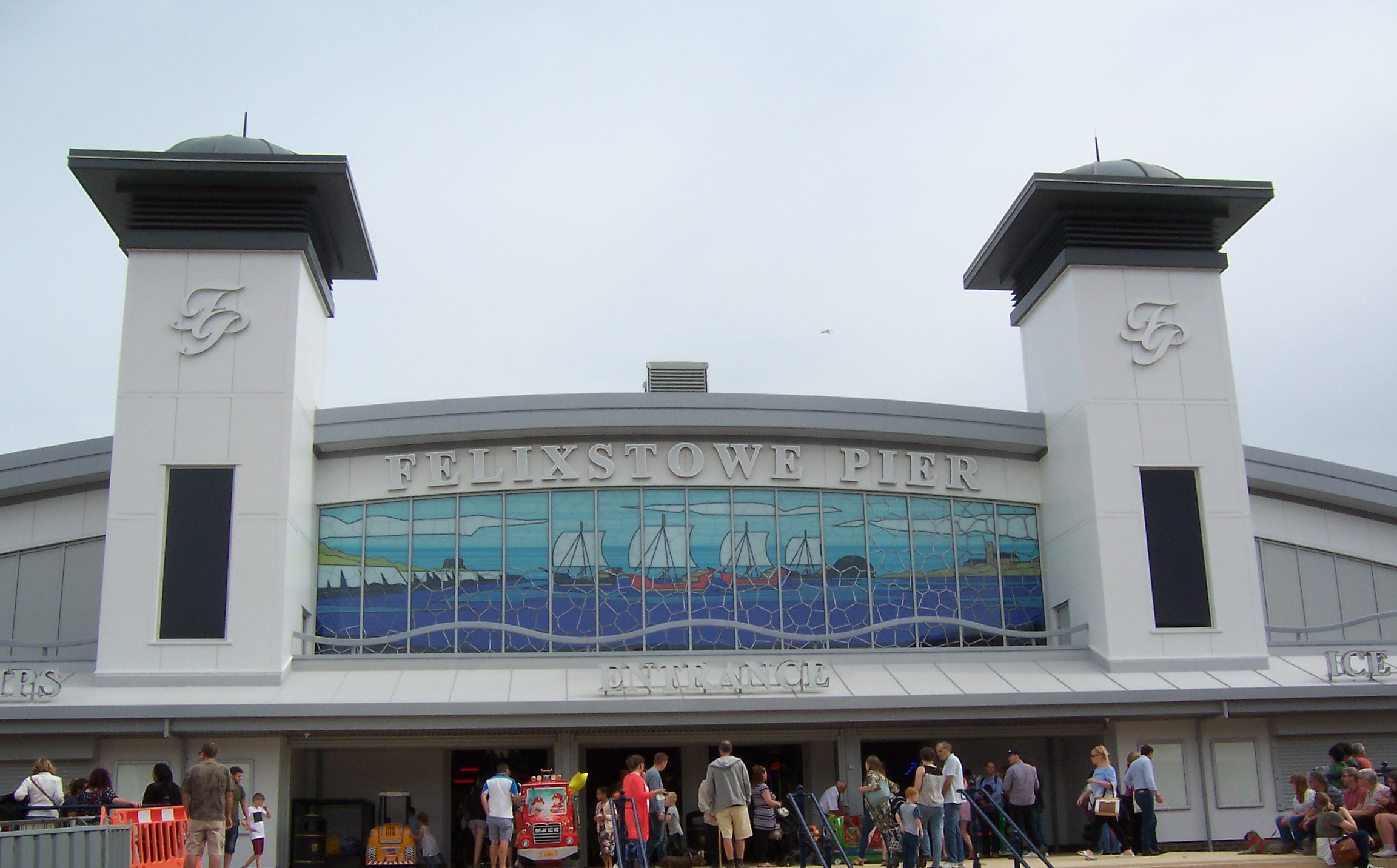
フィーリックストウ埠頭

## 輸送

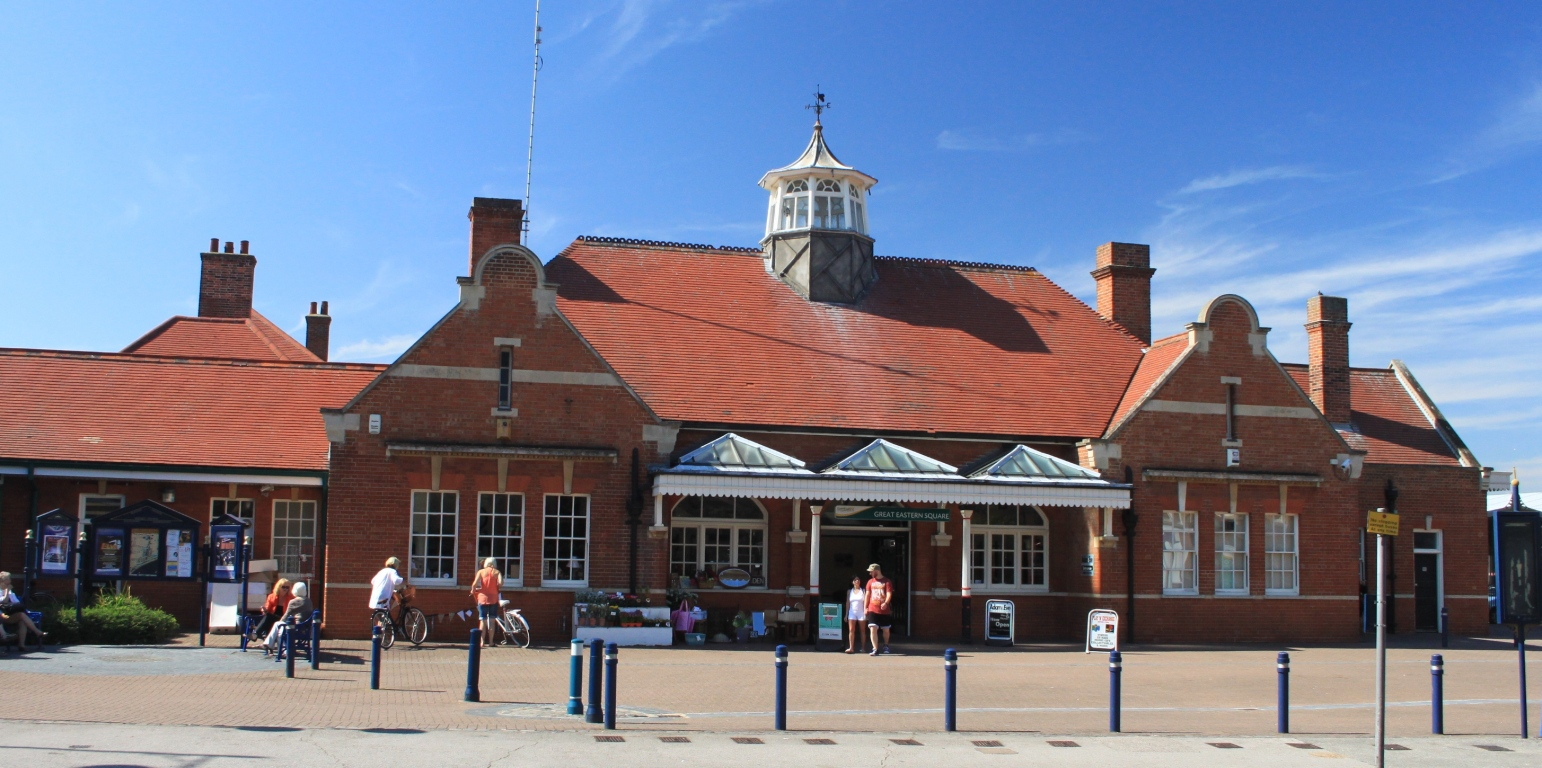
フィーリックストウ駅

### バス
主なバス事業者はIpswichBusesとFirstNorfolk＆Suffolk。ノーフォーク−サフォーク社が運行するのはX7、75、77および76番。イプスウィッチバスは173、174番。

### 列車
フィーリックストウ駅はイプスウィッチ方面と結ぶフィーリックストウ支線の終点。路線自体はこの駅の手前で分岐してフィーリックストウ港に向かう。

### フェリー
夏の間、ハリッジ湾フェリー社はフィーリックストウのビューポイント（ランドガード要塞の近く）から運航し、ハペニーピア、ハリッジ、ショットリーポイントに寄港。バウジーフェリー社はフィーリックストウ乗船場を発着、デベン川の両岸を結ぶ。

### 長距離バス
ナショナルエクスプレスのロンドン行き高速バス481は、途中でイプスウィッチ、コルチェスター、ウィザム、チェルムズフォード、ブレントウッドなどに停車する。平日は毎日07:20発、18:00帰着、週末は07:55に出発して18:00に帰着。

## ランドマーク
ランドガード要塞は入館時間が決まった古代の遺構で、近くに自然保護区がある。町の反対側にあるフィーリックストウ・フェリー・ゴルフクラブはイギリス最古のゴルフ場（1881年開設）。1889年に総支配人についたアーサー・バルフォアは1894年にRセント・アンドリュース総支配人に転じ、1902年から1905年にわたりイギリス首相を務める。
フィーリックストウの桟橋を挟み、南側は最近、砂を投入して改修した砂浜が、北側は岩磯が広がる。海岸沿いに南西の自然保護区から東のコボルドポイント（メイブッシュ通り）まで、一部区間にビクトリア朝の遊歩道が続き、またその海岸のほぼ全長に伝統的なビーチ小屋が並ぶ。南端にある建物はゲームセンターで、スヌーカー台と食事どころを提供。桟橋にはゲームセンターとカフェがあり、その先にある市営のレジャーセンターは水泳プール付きで、現在、業者に管理を委託。
コボルズ・ポイントの名前の由来でもあるフェリックス・コボルドは1885年、現クランマー・ハウス（旧称フィーリックストウ・ロッジ）と付帯の護岸工事を行った。メイブッシュ通りが海岸線とまじわる地点である。設計はトーマス・コットマン、エリザベス朝の邸宅は指定建造物グレードIIとして選出理由に「このサフォークの醸造家の富裕ぶりを反映した同時代の素晴らしい家」と説明してあるものの、同家は醸造業ではなく銀行と保険により利潤を得た。

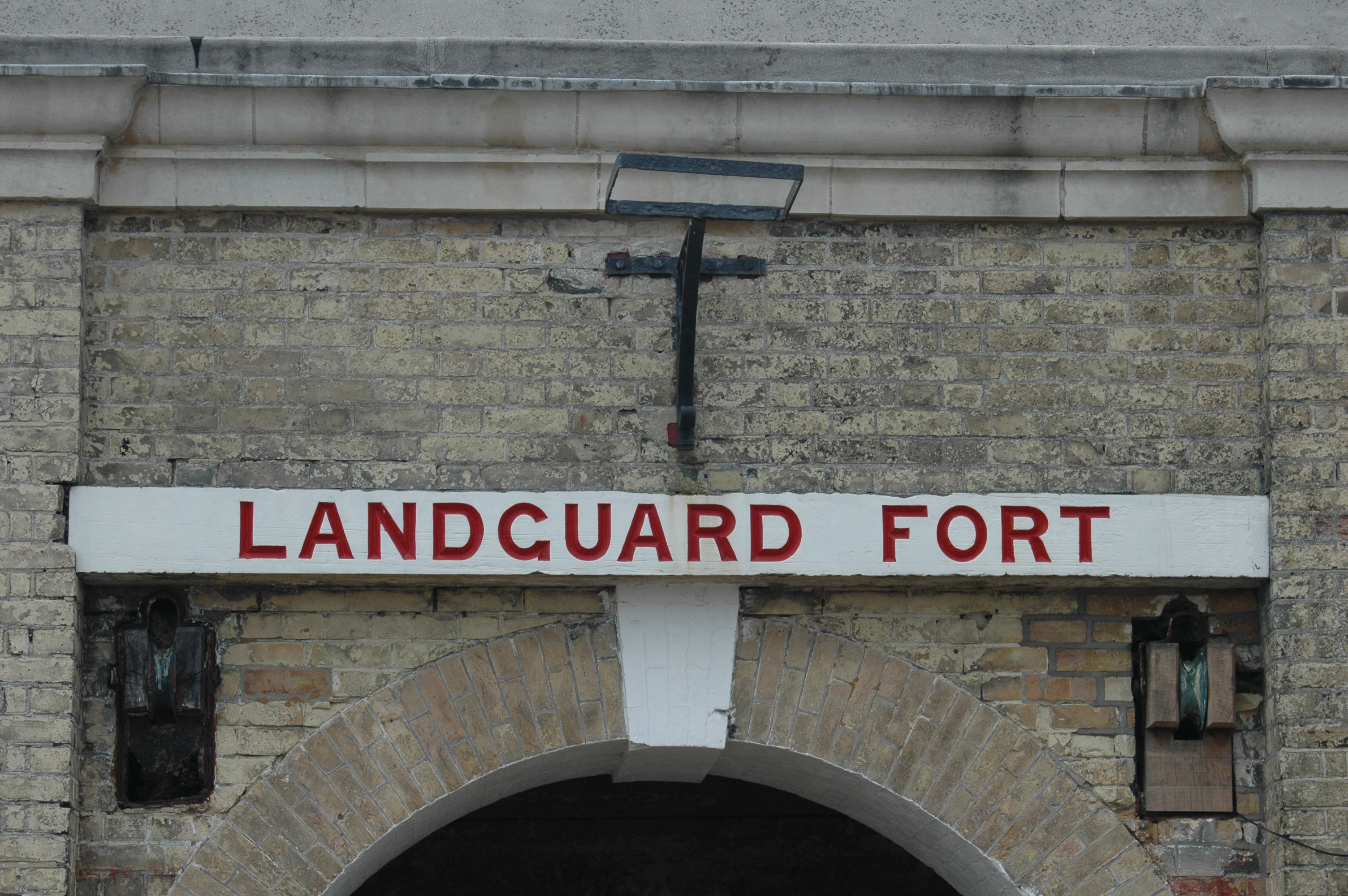
ランドガード要塞の眺め

## 観光

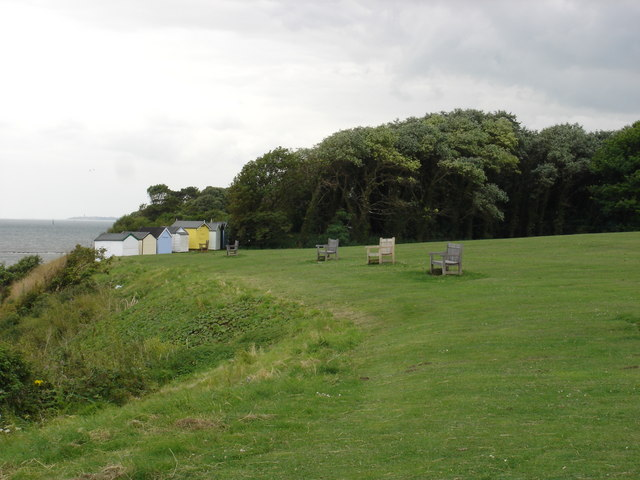
フィーリックストウのクリフトップ

フィーリックストウは観光客を魅了し、フィーリックストウ埠頭やシーフロントガーデンなどの伝統的な海辺のサービスを提供している。フォーラムアミューズメントセンター、オーシャンブルバード、マニングズアミューズメントもある。訪問者は、ランドガードフォート、ランドガード自然保護区、フィーリックストウフェリー、フィーリックストウ博物館も見ることができる。
訪問者に対応するために、多くのホテルやゲストハウス、自炊施設、キャンプ/キャラバンサイトがある。

## フィーリックストウ港

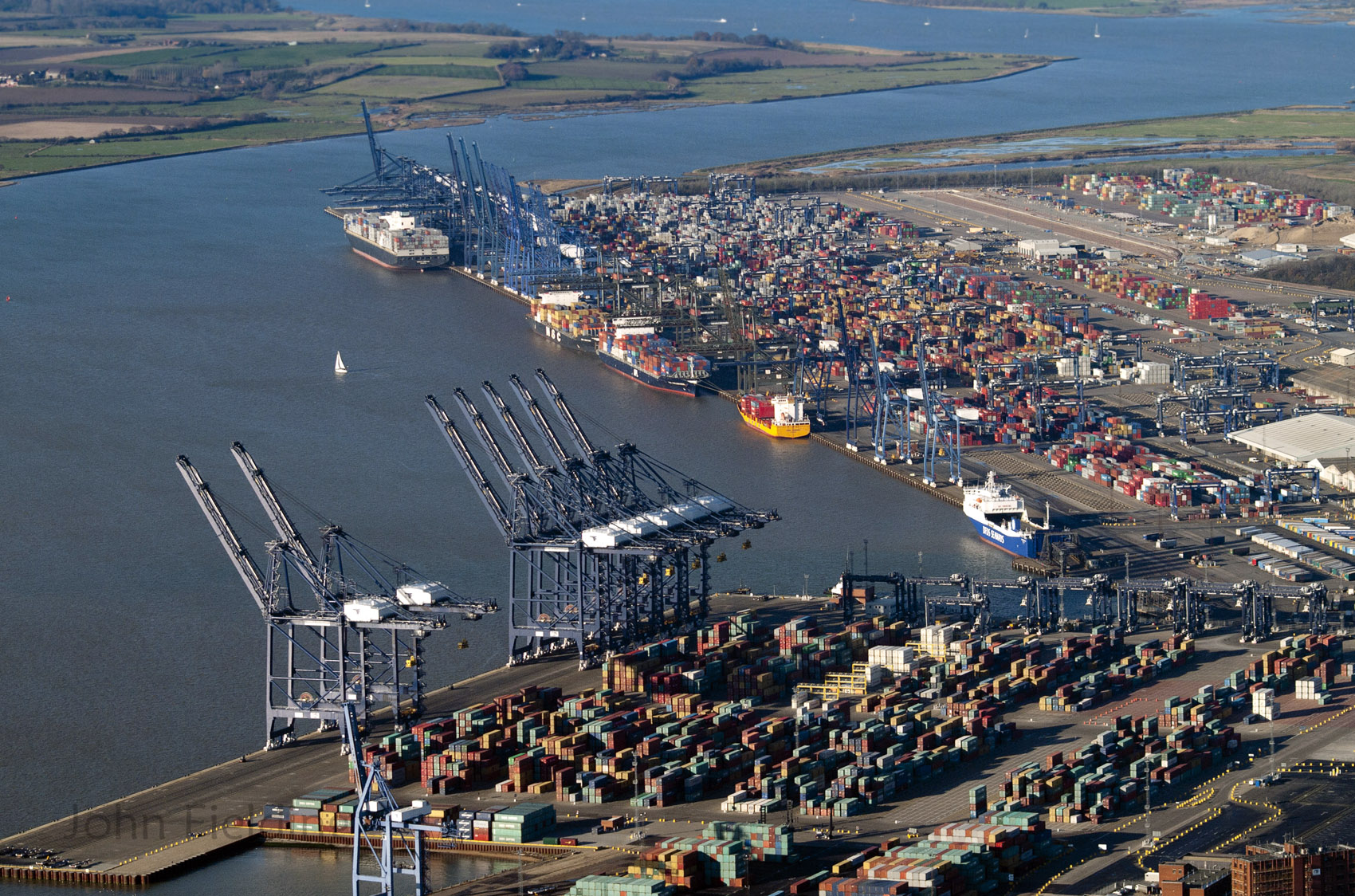
フィーリックストウ港

フィーリックストウは英国最大のコンテナ港である。
湾内の主航路は海底を浚渫、海図基準面を下回る水深47+1⁄2フィート (14.5 m)を確保、岸壁付近は最大49フィート (15 m)と、世界の最新世代の超パナマックス船の吃水に対応できる。 1+1⁄2マイル (2.4 km)連続岸壁があります1+1⁄2マイル (2.4 km) 、25基の船から陸へのガントリークレーンを装備。
A14経由でミッドランドへ、 A12道路経由でロンドンへの道路リンクがある。イプスウィッチへの単線鉄道は最近、より大きなコンテナを使用できるようにアップグレードされ、多くのコンテナが鉄道で輸送されるようになった。
この港はハチソンポートホールディングス社が所有しており 、ケンブリッジのトリニティカレッジが所有する半島に追加の土地がある。
港には独自の警察当局があり、現在は港の地元の地域を管轄している（サフォーク警察の巡査長の許可を得て）。港湾警察と並んで、彼らは自身の共同救急車と消防隊を持っている。港の救急車の1つである「アルファ1」と呼ばれる救急車も、フィーリックストウでの緊急事態に対応するために出動することができる。

## 教会

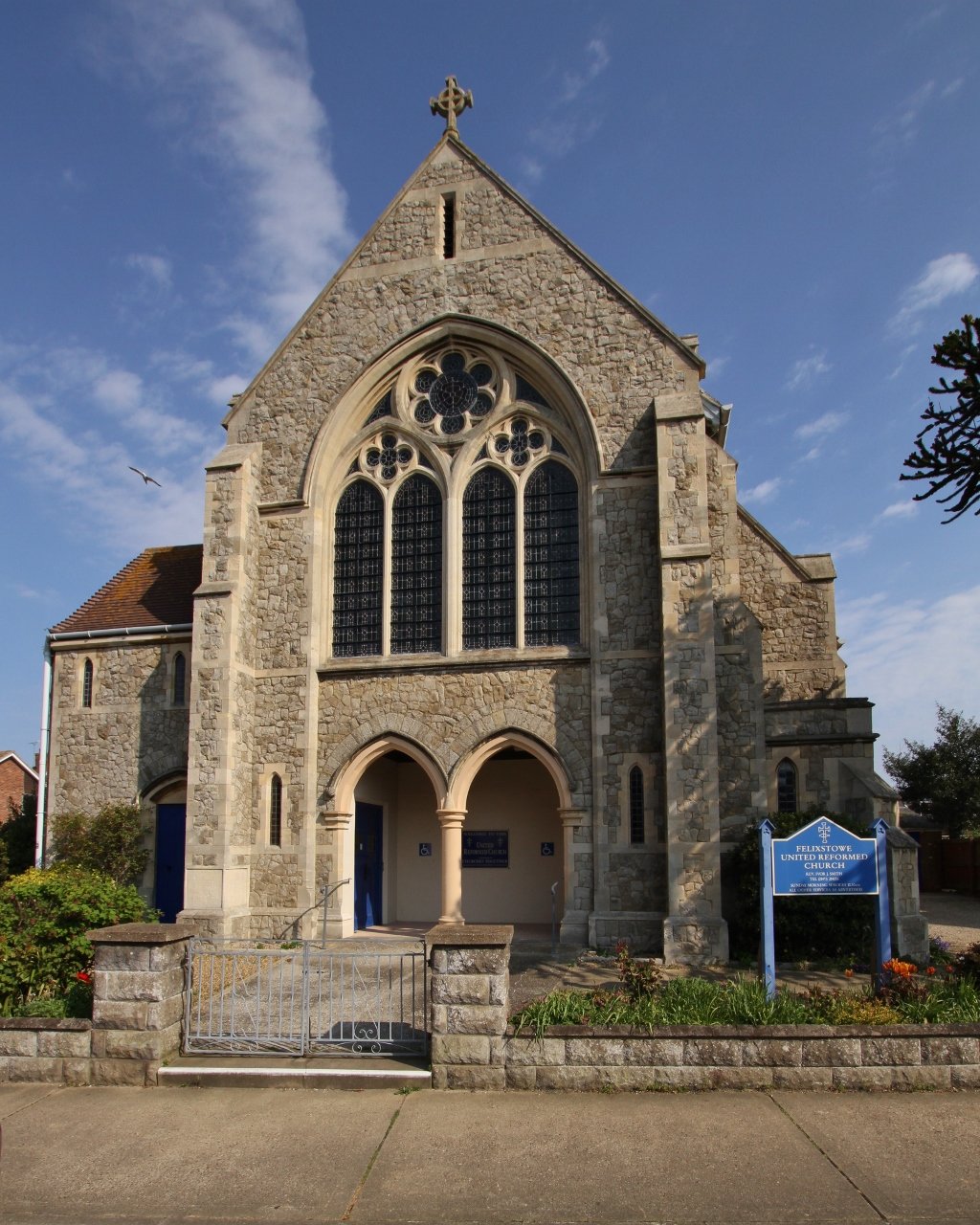
オーウェルロードの合同改革教会

教区教会はイギリス国教会系で、聖アンドリュー教会、聖エドマンド教会、洗礼者ヨハネ教会聖母マリア教会、聖ピーター聖ポール教会と聖アンドリュー聖ニコラスとセントフィリップが含まれる。フィーリックストウにはバプテスト、  無料、 メソジスト、 ローマカトリック、 ロシア正教会 、合同改革教会がある。 

## 著名な住民

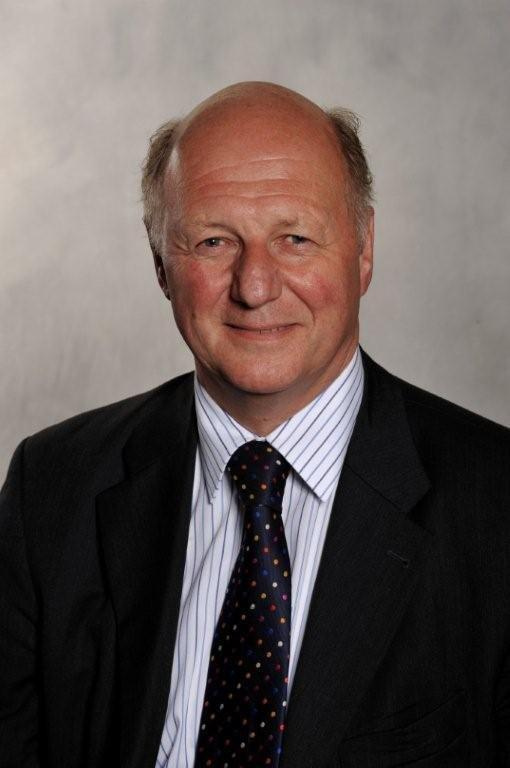
ジムペイスMP、2011年

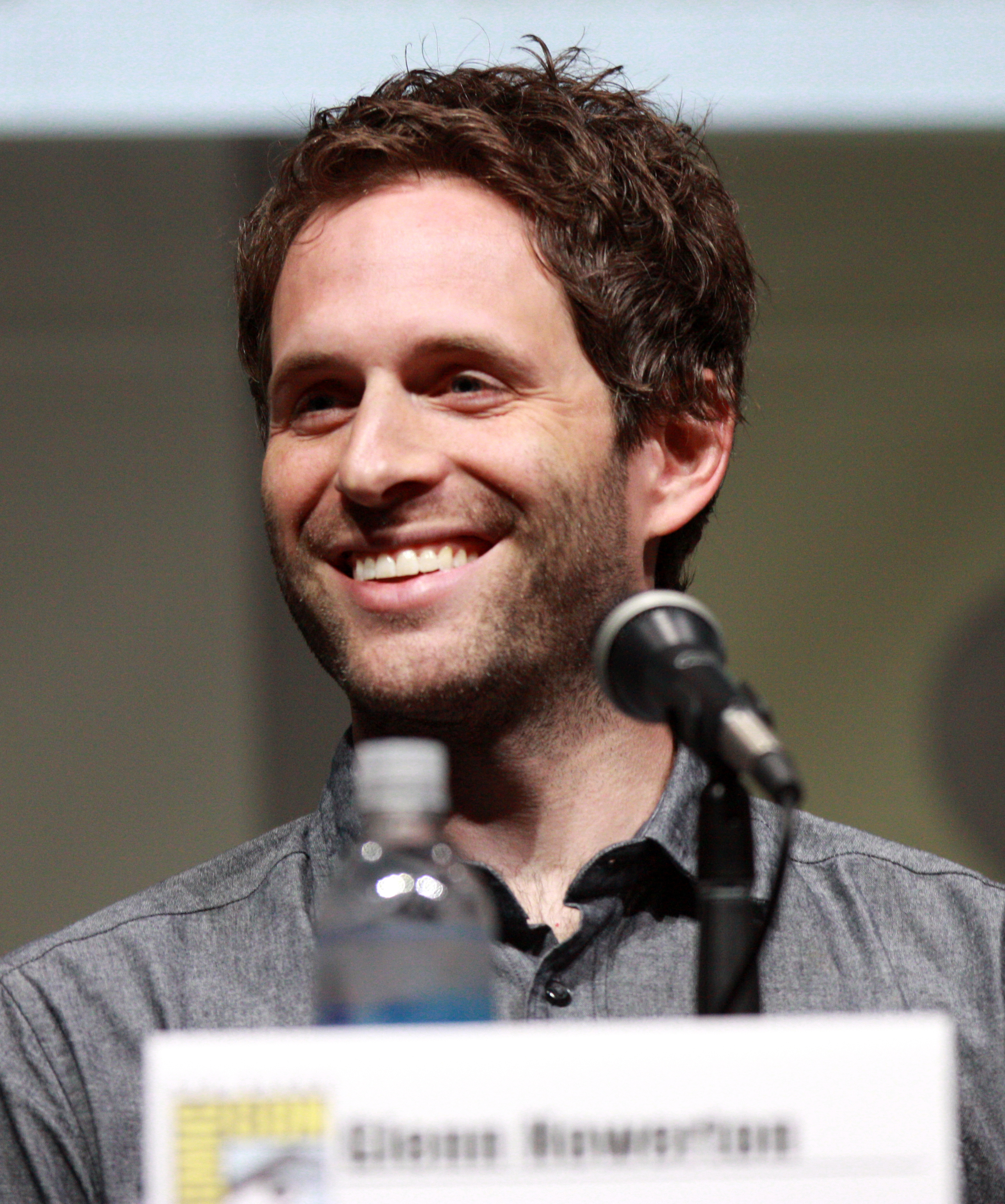
グレンハワートン、2013年

出身者またはフィーリックストウに関連する人々は次のとおり。
- ジョン・ヘイワード卿（c.1564–1627）英国の歴史家、弁護士、政治家
- ヘンリー・ステビング（1687–1763）英国の教会員で物議を醸す人物、ウィルツの大執事
- ヘンリー・デイビッド・ジョーンズ卿（1791–1866）サンドハースト王立陸軍士官学校の知事になったイギリス陸軍将校
- ヘンリー・マクロークラン（1792–1882）英国の軍事、地質、考古学の調査員
- ジョン・シリル・ポート（1884–1919）飛行艇のパイオニアであり、基地司令としてRNASフェリックストウを統率
- ウェイ・ウー・ウェイ（1895–1986）劇場プロデューサー、別名テレンス・ジェームズ・スタヌス・グレイ。
- バーバラワード（1914–1981）エコノミスト兼作家、フィーリックストウのジーザス＆メアリー修道院学校卒業生
- ジョン・ブリッジマン（1916–2004）彫刻家
- トマス・ハインド卿（1926–2014）小説家
- レン・エヴァンス OBE（1930–2006）オーストラリアの広告業者、ワインのテイスター、愛好家
- ロビー・ヴィンセント（1947年生まれ）ラジオアナウンサー、DJ
- イアン・フック（1948–2002） UNRWA将校、職務中に殉職
- ジェームズ・ペイス卿（1949年生まれ）トーリー党所属、サウスイースト・ケンブリッジシャー議員（1987-2015）
- マーク・フィッシャー（1968–2017）文化評論家、作家、ブロガー
- ザ・シャドウ・プロジェクト（2003年結成）イギリスのエレクトロ・ロックバンド

俳優
- ジョン・ミルズ卿CBE（1908–2005）、70年にわたり120本以上の映画に出演した俳優[29]
- メグス・ジェンキンス（1917–1998）俳優[30]
- ドーン・アダムズ（1930–1985）1950年代以降、英国のテレビでハリウッドに出演した英国の女優[31]
- クリストファー・ストラウリ（1946年生まれ）映画、テレビ、演劇俳優。フィーリックストウの学校に通った。[32]
- ノーマ・ドゥメズウェニ（1969年生まれ）オリヴィエ賞を受賞した女優[33]。フィーリックストウの学校に通った。 [34]
- ニコラス・パンドルフィ（1970年生まれ）俳優[35]、声優、ラジオ司会者
- グレン・ハワートン（1976年生まれ）アメリカの俳優。[36]幼少期にフィーリックストウに数年間住んでいた。 [37]

スポーツ

## 海賊ラジオ局
イギリス沿岸沖の初の海賊ラジオ局は、フィーリックストウ沖に停泊した船を本拠にした。
ラジオ・キャロラインはMVキャロライン号から放送した。1964年のイースターには領海の3マイル外に停泊し、北海の船上から発信するイギリス初のラジオ局であり、 BBC寡占を打ち破ろうと活動した。放送開始第1週の聴取者は約700万人にのぼり、「あなたの終日音楽ステーション」をスローガンに掲げる。当初の放送時間は6:00 から6:00 、年中無休であった。送信機の出力と帯域は199メートル10kW– 1.520kHz。船はマン島沖に移動した1964年7月にラジオ・キャロライン北に改称。ラジオキャロライン南はラジオ・アトランタの201MVミ・アミーゴが踏襲し-中波1.178 kHz 50kW として199ののち259メートルで放送、また Mi Amigoはエセックス州クラクトン・オン・シー沖にとどまった。
海賊ラジオの展示を2015年から喫茶室に設けたフィーリックストウ博物館は、2019年に1960年代をテーマに展示を行い、その一環としてラジオの展示も館内に移し、規模も拡張されている。

## 文学
フィーリックストウは架空の町バーンストウの手本として、学者で著名な作家モンタギュウ・R・ジェームズが設定したという。初出は『Ghost Stories of a Antiquary』掲載（1904年）の短編「Oh、Whistle、I'll Come to You、My Lad」と「The Tractate Middoth」の2編である。
短期滞在した詩人のジョン・ベチャミンは通称フィーリックストウまたは「彼女の最後の命令」と題名の詩を創作。

## 姉妹都市
提携する姉妹都市は次のとおり。
- Wesel, Germany (since 1972)
- Salzwedel, Germany (since 1994)